# Comuna Fundeni, Galați
Fundeni (în trecut, și I.I.C. Brătianu) este o comună în județul Galați, Moldova, România, formată din satele Fundeni, Fundenii Noi (reședința), Hanu Conachi și Lungoci. Se află în Câmpia Tecuciului[*]; lângă Siret; și la o altitudine de 20 m deasupra nivelului mării. Are o suprafață de 42,32 km². Populația este de 3.020 locuitori, determinată în 1 decembrie 2021, prin recensământ, chestionar.

## Geografie
Comuna se află la marginea sud-vestică a județului, pe malul stâng al Siretului, la limita cu județul Vrancea. Este străbătută de șoseaua națională DN25, care leagă Galațiul de Tecuci. La Hanu Conachi, din acest drum se ramifică șoseaua națională DN25A, care duce spre sud-vest peste Siret în județul Vrancea la Nănești (unde se termină în DN23). Prin comună trece și calea ferată Galați–Tecuci, pe care este deservită de stația Hanu Conachi.

### Relief
Relieful de lunca este bine reprezentat printr-un șes larg (sud-vest) cu terase locale de luncă și de terase ușor mai ridicate : Lungoci, Hanu Conachi, Pădurea Hanu Conachi - rezervație naturală situată pe relief de dune fluviatile.

### Hidrografie
Limita de sud si de vest a comunei, pe o lungime de 12 km, este reprezentată de cursul râului Siret, curs ce a determinat prin debitele sale istorice din anii '60 - '70 mutarea populației satului Fundenii-Vechi pe actuala vatră a satului Fundeni (Fundenii-Noi) cât și în celelalte două sate, Lungoci și Hanu Conachi, ultimul preluând cel mai mare procent al populației sinistrate. Inundațiile din anul 2005 (la viitura din data de 14.07.2005, la stația hidrologică Lungoci s-a înregistrat debitul record de 6000 mc/s) au afectat o mare parte din terenurile agricole ale comunei precum și o parte a vetrei satului Fundeni (50 de case din care 9 afectate 100%).
Limita de nord-est este reprezentată de cursul râului Călmățui, râu cu un debit redus.
Lacul Negru, situat între vatra satului Fundeni - la vest, Pădurea Hanu Conachi, - la est si DN 25A - la nord, conține nămol sapropelic și reprezintă un potențial economic de viitor prin amenajarea sa. În acest sens, Consiliul Local al Comunei Fundeni a concesionat această suprafață (64 ha) în vederea amenajării sale ca obiectiv turistic de agrement și balnear.

### Climă
Regimul termic al zonei evidențiază un climat temperat-continental caracterizat prin veri foarte călduroase și ierni foarte reci.Teritoriul comunei este expus acțiunii vânturilor. Iarna, Crivățul din nord are o frecvență de până la 26% din perioadă iar vânturile din sud au o frecvență de aproximativ 14%.Cea mai mică frecvență o are vestul cu aproximativ 5,5%. Valoarea medie precipitațiilor este redusă: 400–500 mm.

### Floră și faună
Flora este cel mai bine reprezentată în pădurea Hanu Conachi - rezervație naturală înca din anul 1940 - fixată pe dune fluviatile (nisipuri zburătoare) cu deosebit efort, începand cu anul 1932. Printre speciile arboricole întâlnim: salcâmul, stejarul pedunculat, socul, păducelul. Lunca Siretului (aria inundabilă) este reprezentată de plop, salcie, arin si cătină. Fauna este reprezentată - în pădurea Hanu Conachi - prin specia șopârlei de nisip (Eremyas arguta deserti) dar și de cerbul lopătar, căprioare, vulpi, iepuri.

## Istorie
La sfârșitul secolului al XIX-lea, comuna făcea parte din plasa Bârlad a județului Tecuci, și era formată din satele Fundeni, Hanu Conachi și Lungoci, având în total 1255 de locuitori care trăiau în 309 case. În comună funcționau o moară de foc, două biserici (la Fundeni și Lungoci) și o școală cu 35 de elevi. Cei mai mari proprietari de pământ erau Gheorghiade și Verone. Anuarul Socec din 1925 consemnează comuna în plasa Ivești a aceluiași județ, având aceeași alcătuire și o populație de 2400 de locuitori. În 1931, comuna a primit numele de I.I.C. Brătianu, iar satul Hanu Conachi a fost alipit comunei vecine Tudor Vladimirescu.
La instaurarea regimului comunist, comuna a revenit la denumirea de Fundeni, și în 1950 a fost arondată raionului Măicănești din regiunea Putna; apoi (în 1952) raionului Liești și (după 1960) raionului Galați, ambele din regiunea Galați. În 1968, a trecut, în componența actuală, la județul Galați.

## Demografie
Componența etnică a comunei Fundeni
     Români (92,15%)
     Alte etnii (7,85%)
Componența confesională a comunei Fundeni
     Ortodocși (90%)
     Alte religii (1,89%)
     Necunoscută (8,11%)
Conform recensământului efectuat în 2021, populația comunei Fundeni se ridică la 3.020 de locuitori, în scădere față de recensământul anterior din 2011, când fuseseră înregistrați 3.669 de locuitori. Majoritatea locuitorilor sunt români (92,15%). Din punct de vedere confesional, majoritatea locuitorilor sunt ortodocși (90%), iar pentru 8,11% nu se cunoaște apartenența confesională.

## Politică și administrație
Comuna Fundeni este administrată de un primar și un consiliu local compus din 13 consilieri. Primarul, Manuel Lupu[*], de la Partidul Social Democrat, este în funcție din 2012. Începând cu alegerile locale din 2024, consiliul local are următoarea componență pe partide politice:
|  | Partid                          | Consilieri | Componența Consiliului | Componența Consiliului | Componența Consiliului | Componența Consiliului | Componența Consiliului | Componența Consiliului |
|  | ------------------------------- | ---------- | ---------------------- | ---------------------- | ---------------------- | ---------------------- | ---------------------- | ---------------------- |
|  | Partidul Social Democrat        | 6          |                        |                        |                        |                        |                        |                        |
|  | Partidul Național Liberal       | 4          |                        |                        |                        |                        |                        |                        |
|  | Alianța pentru Unirea Românilor | 3          |                        |                        |                        |                        |                        |                        |

## Învățământ și cultură
În comuna Fundeni, școala își începe activitatea în a doua jumătate a secolului XIX, cu clasele I - IV simultan, în satele Fundenii-Vechi și Lungoci, în diferite case particulare ale localnicilor. Date privind construcția unui local școlar, apar abia prin jurul anului 1900. Actual, comuna are câte un local școlar în fiecare sat, din care două sunt funcționale: Fundeni - învățământ primar, și Hanu Conachi - învățământ primar și gimnazial. Elevii din învățământul primar, din satul Lungoci, se deplasează cu microbuzul școlar la Fundeni iar cei din învățământul gimnazial, din aceeasi localitate, precum și cei din Fundeni, se deplasează la Hanu Conachi, prin același mijloc de transport. De asemenea, comuna mai dispune și de patru locații de învățământ preșcolar: una la Lungoci, una la Fundeni, în incinta localului școlar și doua în Hanu Conachi. Comuna mai dispune de o bibliotecă cu aproximativ 8500 de volume și de un cămin cultural, ambele în satul Hanu Conachi.